# Sfinga (přírodní památka)
Sfinga je přírodní památka v katastrálním území Velký Uhřínov obce Liberk v okrese Rychnov nad Kněžnou. Chráněné území spravuje Agentura ochrany přírody a krajiny ČR – regionální pracoviště Východní Čechy.

## Předmět ochrany
Důvodem ochrany jsou selektivním zvětráváním vypreparované výchozy granitických svorů na svazích Kamence.